# Tadakuni Mizuno
Tadakuni Mizuno (jap. 水野忠邦 Mizuno Tadakuni; ur. 19 lipca 1794, zm. 12 marca 1851) – japoński polityk okresu Edo, daimyō hanu Hamamatsu (ob. prefektura Shizuoka), inicjator programu reformatorskiego znanego jako „reformy ery Tenpō”.

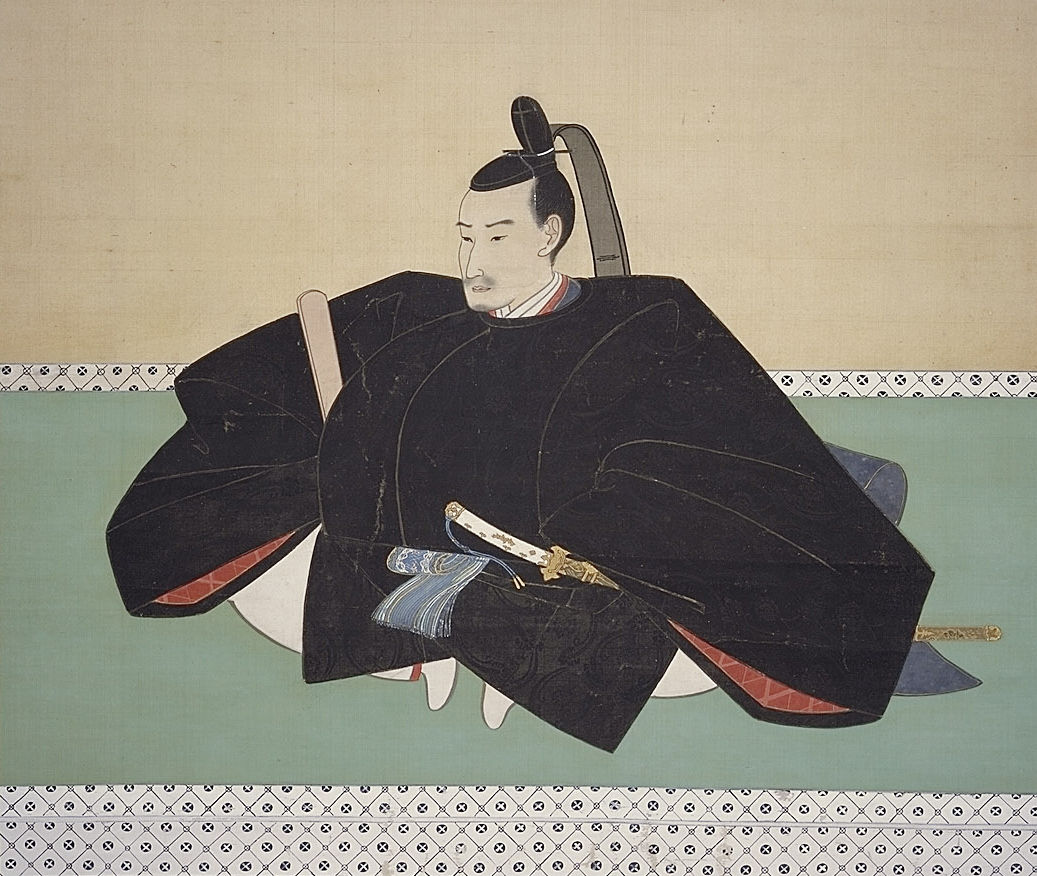
Tadakuni Mizuno

Urodził się w Edo jako syn Tadamitsu Mizuno, daimyō hanu Karatsu na wyspie Kiusiu (ob. prefektura Saga). Otrzymał staranne wykształcenie konfucjańskie. W 1825 roku został gubernatorem (jōdai) zamku w Osace, a w 1827 roku gubernatorem Kioto. Otrzymał także tytuł jisha-bugyō.
W 1834 roku został członkiem rady starszych (rōjū shuseki) na dworze sioguna Ienari Tokugawy. Zainicjował wówczas szereg reform gospodarczo-społecznych, znanych pod nazwą „reform ery Tenpō”. Mizuno stał na wypływającym z zasad konfucjańskich stanowisku, że tylko twarde i silne rządy doprowadzą do zatrzymania degeneracyjnych dla państwa procesów i przywrócą czasy pierwotnego błogostanu społecznego. Próbował uzdrowić gospodarkę, rozwiązując wszechwładne gildie kupieckie, co otworzyło pole działania drobnym handlarzom i rzemieślnikom, mogącym od tej pory nawiązywać bezpośredni kontakt z klientem. Obliczone na obniżenie narzucanych dotychczas przez hurtowników wysokich marż posunięcie okazało się jednak katastrofą, powodując chaos i postępujący wzrost cen ryżu. Wydał także rozporządzenia przeciw zbytkowi, zakazując hucznych festiwali i działalności wędrownych trup aktorskich oraz zwalczając wystawne życie dworu, a także zaostrzył cenzurę, co ściągnęło na niego powszechną nienawiść. W 1843 roku próbował wprowadzić w życie reformę ziemską, na mocy której drobni daimyō posiadający dobra wokół Edo i Osaki mieli zostać wywłaszczeni w zamian za nadania ziemskie w innych regionach, co wywołało masowe protesty. Mizuno popadł w niełaskę u sioguna i w 1844 roku został zmuszony do rezygnacji z urzędów. Zmarł w osamotnieniu.